# Železniční trať Frýdlant v Čechách – Heřmanice
Železniční trať Frýdlant v Čechách – Heřmanice (někdy nazývaná též Heřmanička) byla jednokolejná úzkorozchodná místní dráha, která spojovala město Frýdlant s obcí Heřmanice na česko-polských (do roku 1945 česko-německých) hranicích. Zde trať plynule navazovala na síť saských úzkorozchodných drah, což umožňovalo spojení po kolejích z Frýdlantu až do dnešní Bogatyně a Žitavy. Kvůli návaznosti na trať ze Žitavy měla Heřmanička specifický rozchod koleje 750 mm. Na území Předlitavska neexistovala žádná jiná trať o tomto rozchodu, na níž by byla zajišťována veřejná doprava. V Předlitavsku se navíc nenacházel žádný jiný hraniční přechod, na němž by – jako v případě Heřmanic – tvořila úzkorozchodná trať mezistátní spojnici.
O zbudování tratě se začalo uvažovat s rozvojem průmyslových podniků v jihozápadní části Frýdlantska. Po úvahách o vybudování nakonec nerealizované tratě o normálním rozchodu ze saské Žitavy do pruské Lehnice, která měla procházet přes Frýdlant (a tedy přes Rakousko-Uhersko), se okresní úřad ve Frýdlantě zasadil o vybudování železničního spojení z Frýdlantu do Heřmanic. Ve spojení s německým podnikatelem Herrmannem Bachsteinem a jeho stavební firmou se počátkem roku 1899 začala trať stavět a 25. srpna 1900 byla za velkého zájmu přihlížejících uvedena do provozu. V okolí tratě se následně otevíraly další průmyslové podniky, čímž se využití této železnice zvyšovalo. Avšak vlivem krize během první světové války a následných nevýhodných finančních machinací se společnost Frýdlantské okresní dráhy, která trať provozovala, dostávala do obtíží, na něž její zaměstnanci reagovali i stávkou. Požadavky stávkujících se sice podařilo uspokojit, leč firma zabředala do stále větších problémů, až provoz na jejích tratích k začátku roku 1925 převzaly Československé státní dráhy (ČSD).
Po druhé světové válce se kvůli nerentabilitě provozu začalo uvažovat o zrušení tratě. Osobní doprava byla ukončena ke konci září 1947, nákladní provoz počátkem března 1951. Obce v okolí tratě však měly zájem o její opětovné zprovoznění a jejich přání se splnilo o letních prázdninách roku 1957, kdy na trati došlo k obnově osobního i nákladního provozu. Zájem o nákladní dopravu však postupně klesal, takže v červnu 1964 skončila definitivně; osobní pokračovala. Roku 1971 delegáti sjezdu Komunistické strany Československa, tehdy vládnoucí strany v zemi, schválili rozhodnutí o rušení neefektivních provozů. Byla proto zpracována studie rentabilnosti železničních tratí, z níž vyšla trať do Heřmanic jako neefektivní. A právě na jejím základě se započalo s jejím rušením. K ukončení provozu došlo k 13. lednu 1976. Část vozového parku přešla na úzkorozchodné železnice v okolí Jindřichova Hradce a zbytek byl sešrotován. Ve sběrných surovinách skončily v polovině devadesátých let 20. století i kolejnice.
Roku 2004 vzniklo uskupení, které o čtyři roky později otevřelo v bývalé frýdlantské výtopně muzeum věnující se této úzkorozchodné železnici. Snahou spolku je obnova tratě. Naproti tomu obecní úřad v Heřmanicích by na železničním tělese rád vybudoval cyklostezku.

## Historie

### Rozvoj průmyslu
V období průmyslové revoluce začaly v okolí Frýdlantu vznikat textilní továrny. Přímo ve Frýdlantu zahájila provoz první z nich již v roce 1833, avšak průmysl se rozvíjel i v okolních obcích. V Dětřichově byl od roku 1859 sklad textilní firmy Preibisch ze saského Reichenau (dnes Bogatynia) spojený s ruční textilní výrobou. K němu v roce 1877 přistavěli mechanickou tkalcovnu a později též barvírnu a apreturu. Firma v roce 1900 vlastnila také elektrárnu, činžovní domy (pro svých 700 zaměstnanců) a mlýn. Kromě Preibischovy společnosti se v Dětřichově textilní výrobou zabývala ještě jedna továrna, M. B. Neumann a synové, která s ohledem na rok vzniku (v letech 1851 až 1853) patřila k nejstarším v okrese. Firma vlastnila ruční tkalcovnu, barvírnu a apreturu. Po první světové válce se však dostala do úpadku a v roce 1936 byly její objekty zbourány. V sousedních Kunraticích společnost Franze Simona vyráběla cihly a šamotové zboží. Tyto firmy usilovaly o výstavbu železniční tratě spojující Frýdlant s Heřmanicemi.

### Normálněrozchodná trať
Roku 1864 bylo založeno komité (spolek) pro stavbu tratě o normálním rozchodu dráhy ze Žitavy přes Reichenau a Frýdlant do Lehnice (tehdy Liegnitz). Měla to být trať spojující dva německé státy (Sasko s Pruskem) a vedoucí přes Čechy, tehdy součást Rakousko-Uherska. Jednání o stavbě tratě se však vlekla a v souvislosti s hospodářskou krizí v roce 1873 úplně ztroskotala. Opětovné plány se sice objevily ještě v druhé polovině 80. let, avšak ani ty se nerealizovaly. Místo toho byla vybudována jen normálněrozchodná trať z Greiffenbergu (dnes Gryfów Śląski) do Friedebergu (dnes Mirsk; otevřena byla 1. listopadu 1884) a úzkorozchodná trať ze Žitavy do Reichenau (dnes Bogatynia).

### Konec 19.století – plány na výstavbu

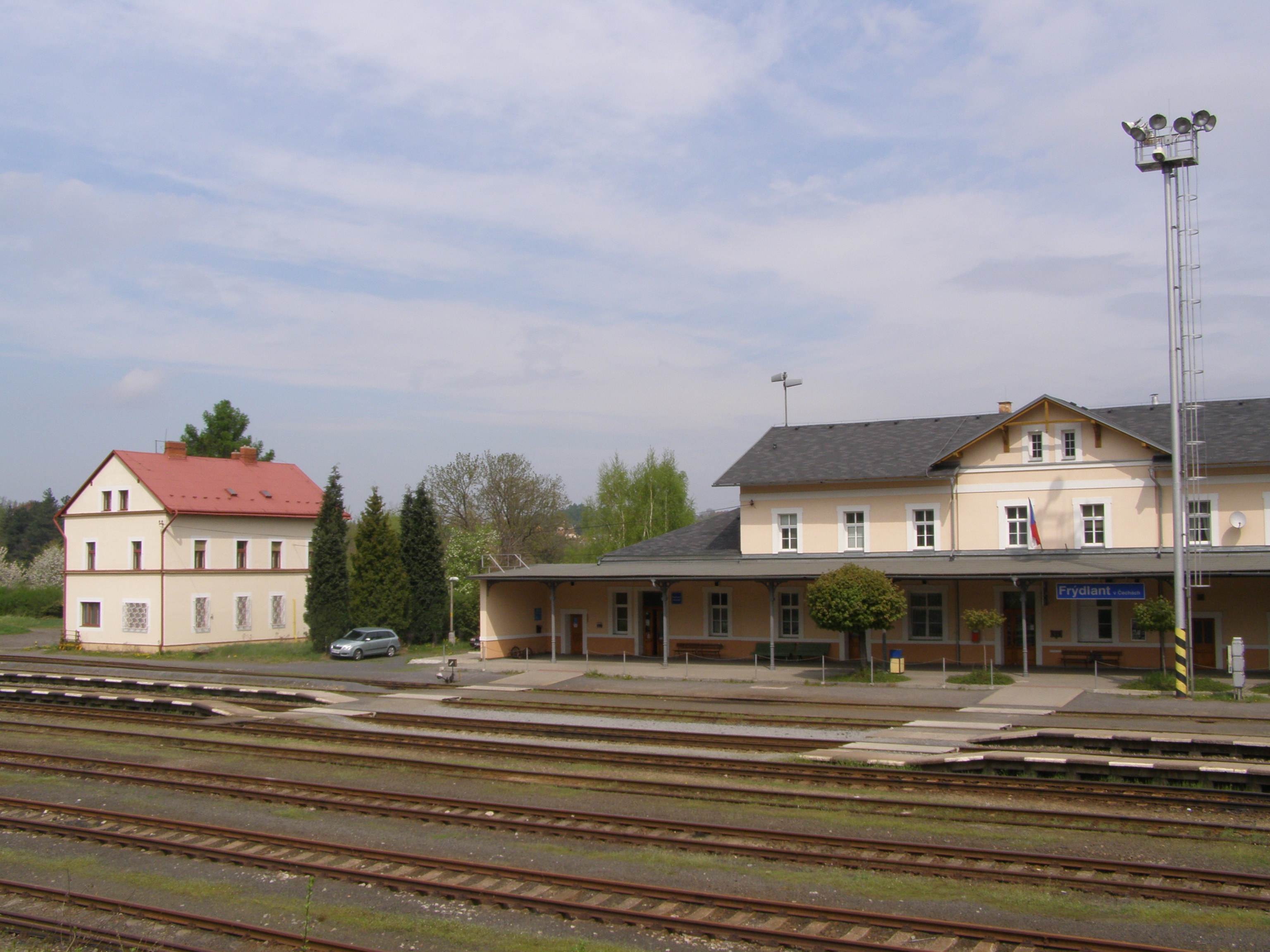
Normálněrozchodné nádraží ve Frýdlantě

Od první poloviny 90. let 19. století projevoval okresní výbor ve Frýdlantě pod vedením Heinricha Ehrlicha zájem o doplnění železniční sítě v okolí města. V té době totiž v oblasti existovala pouze trať z Liberce do Seidenbergu (dnes Zawidów). Úřad 10. ledna 1895 získal předběžnou koncesi (povolení k předběžným technickým pracím). Určena byla pro tři tratě o normálním rozchodu, a to vedle dnešních tratí z Frýdlantu do Jindřichovic pod Smrkem a z Raspenavy do Bílého Potoka ke Clam-Gallasově parní pile také pro trať spojující Frýdlant s Větrovem, Kunraticemi a říšskou hranicí ve směru na Reichenau, tedy přibližně v ose silnice z Frýdlantu do Reichenau. V průběhu prací ovšem došlo ke změně trasy, a proto ministerstvo obchodu vydalo 28. července 1895 výnos, v němž povolilo trasování tratě o normálním rozchodu z Frýdlantu přes Větrov, Dětřichov, Kristiánov a Heřmanice až na hranici u Markersdorfu (dnes Markocice). Trať mohla obsahovat i odbočku do Kunratic a brala navíc v potaz i možné napojení na síť úzkorozchodných tratí v Sasku. Na přelomu července a srpna 1895 bylo vytvoření projektu k trati uloženo vrchnímu železničnímu inženýru ve výslužbě Franzi Reimherrovi z Berlína.
Oficiálním zdůvodněním pro vznik dráhy byl dovoz českého hnědého uhlí pro textilní továrny v Dětřichově a Simonovu cihelnu v Kunraticích, odvoz výrobků z těchto továren a spojení obcí s okresním městem Frýdlantem. Inženýr Reimherr vypracoval dva projekty. U prvního, s rozchodem 750 mm, byla trať vedena podél silnice z Frýdlantu do Reichenau a vyhýbala se Dětřichovu i Heřmanicím. Jediná mezilehlá stanice měla být v Kunraticích a před ní navíc měl být 175 m dlouhý most klenoucí se přes údolí. Druhý projekt navrhoval trať z Frýdlantu do Kunratic, odkud se ostrým obloukem (o poloměru 60 metrů) stočila až do Dětřichova, za jehož stanicí pak pokračovala (v některých pasážích i prudkým stoupáním ve sklonu až 34 ‰) směrem do Heřmanic. Náklady druhého projektu odhadl jeho autor na 442 000 zlatých (38 000 zlatých na kilometr tratě) a předpokládal také dokončení stavby za devět měsíců od jejího zahájení.

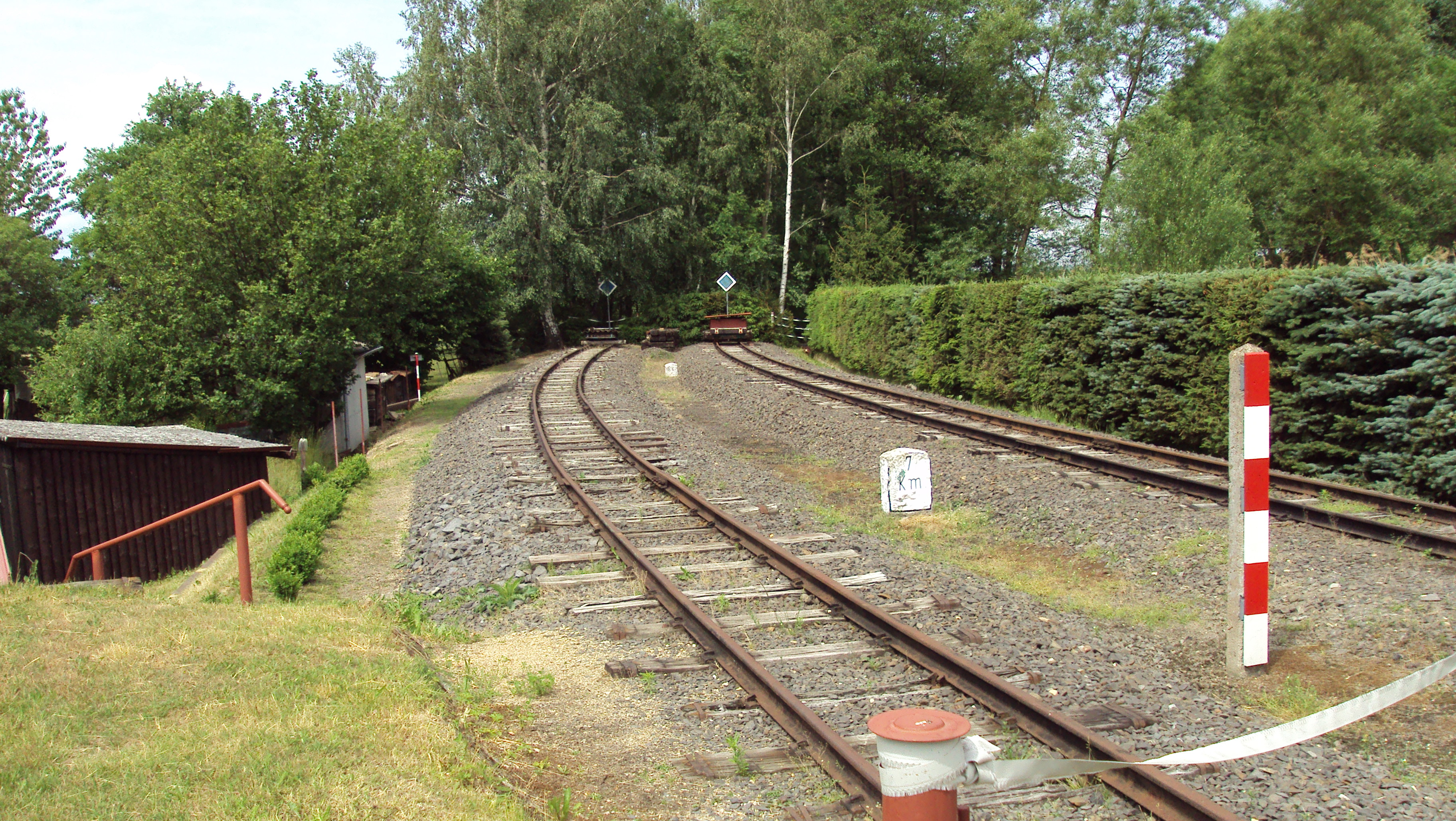
Dochovaná a rekonstruovaná část tratě u Dětřichova, kde dvě koleje (vlevo od Heřmanic, vpravo od Frýdlantu) vstupují do úvraťové stanice

První varianta byla nepřijatelná, protože se vyhýbala několika obcím. Koncem července 1896 ale došlo k úpravám trasy i u druhého projektu, a to dle názoru odborníků z úřadů z Prahy a z Vídně. Vedle změny polohy stanice ve Frýdlantě (snaha o její větší přiblížení centru města) a úpravě polohy stanice v Dětřichově (obě změny byly akceptovány), upozorňovali úřední znalci na nevhodné sklonové a směrové poměry trasy. Navrhovali zmenšit sklon na maximálně 30 ‰ a minimální poloměr oblouků změnit na 75 metrů. To se podařilo částečně vyřešit stavbou úvratě v Dětřichově.
V dubnu 1898 bylo ustaveno konsorcium, jehož členy byla stavební firma Centralverwaltung für Secundärbahnen Herrmann Bachstein z Berlína, dále Bank für Handel und Industrie in Darmstadt a frýdlantský okresní výbor, přičemž každý ze členů měl stejná práva i povinnosti. S Bachsteinovou stavební firmou byla ihned uzavřena předběžná smlouva, podle níž se mělo se stavbou tratě začít hned po získání koncese (povolení).

### Výstavba tratě a zahájení provozu

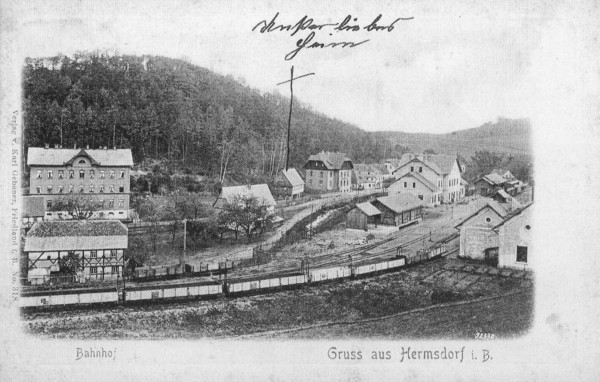
Nádraží v Heřmanicích krátce po roce 1900

Během června 1898 zahájil vídeňský inženýr Marcus Roth práce na detailním projektu a ve dnech 12. až 14. prosince 1898 se uskutečnila politická pochůzka tratě. Ministrem železnic byla frýdlantskému okresnímu výboru dne 15. února 1899 (pod číslem 38/1899) vydána koncese ke stavbě a provozu místní úzkorozchodné dráhy. Se stavbou se začalo během třetího týdne v dubnu 1899. Kovové konstrukce mostů na trati dodala pražská Rustonka, kolejnice byly vyrobeny v hutích na Kladně. V době stavby na české straně byla ve stejném období budována také úzkorozchodná trať mezi Markersdorfem a Heřmanicemi o délce 2,2 km, čímž bylo po otevření těchto dvou železnic zajištěno spojení Žitavy a Frýdlantu úzkorozchodnou železnicí. Následujícího roku byla stavba dokončena a 24. srpna 1900 se uskutečnila technicko-policejní zkouška se zkušební jízdou. Další den, v sobotu 25. srpna, byla trať uvedena do veřejného provozu. Prvním spojem byl osmivozový vlak číslo 208 tažený lokomotivou „Ehrlich“, která byla ozdobená květinami a nápisy „Glück auf“ (Hodně štěstí) a „Frohe Fahrt“ (Šťastnou cestu). Spoj vyrazil z Frýdlantu ve 14.33 a vezl 150 cestujících. Z Heřmanic pak následně v 15.20 pokračoval do Reichenau.
Tou dobou jezdilo na trati denně šest párů osobních vlaků, z nichž polovina dopoledne a zbytek odpoledne. Během března roku 1903 vznikla z dosavadního konsorcia tří subjektů společnost Frýdlantské okresní dráhy, v jejímž čele stál Heinrich Ehrlich, a toto uskupení trať vlastnilo a zajišťovalo na ní provoz. Ten k sobě navíc přilákal i výstavbu dalších průmyslových provozů. V roce 1901 v její blízkosti vyrostla textilní továrna Ferdinanda Gutteho, k níž v traťovém kilometru 10,169 odbočovala železniční vlečka. Po trati začal nalámaný čedič dopravovat i kamenolom Johanna Menzela. Plánovány sice byly také vlečky do frýdlantské cihelny Josefa Blöscheho a továrny J. Simona v Kunraticích, avšak ani jedna nebyla realizována.

### První světová válka a stávka zaměstnanců
Když v srpnu 1914 vypukla první světová válka, klesl počet vlaků každodenně vypravovaných na trať na jeden pár. Nárůst nastal až v říjnu, kdy jezdily denně dva páry vlaků a v neděli navíc další dvě dvojice. Během války a související hospodářské krize ovšem docházelo k hospodářským potížím průmyslových podniků v okolí tratě. Velké opravy lokomotiv se navíc prováděly v Německu, kde však byly několikanásobně dražší než v Rakousku-Uhersku. V roce 1918 ještě spolek provozující dráhu převedl finanční prostředky určené na udržovací práce do Berlína, kde je uložil v markách, ale následná inflace ho zcela zlikvidovala. Nízké platy pracovníků železniční společnosti (oproti mzdám v ČSD) v souvislosti s vysokými odměnami vedoucích pracovníků společnosti vedly v prosinci 1919 k výhrůžkám stávkou. Ta skutečně vypukla v sobotu 3. dubna 1920 a stávkující požadovali zvýšení mzdy a tzv. drahotní příspěvek (sociální dávky), které byly udělovány zaměstnancům ČSD. Až 8. dubna se provoz na dráze opětovně rozeběhl, přičemž následujícího dne byl podepsán protokol s příslibem požadovaných úprav. Prostředky pro tyto úpravy společnost získala zdražením jízdného (meziročně o 80 %) a využíváním levnějšího uhlí z Mostecka (oproti dosavadnímu ze Saska). Na trati po stávce jezdily jen dva páry vlaků denně, přičemž jeden jezdil jen v úseku mezi Frýdlantem a Dětřichovem.

### Hospodářské potíže společnosti

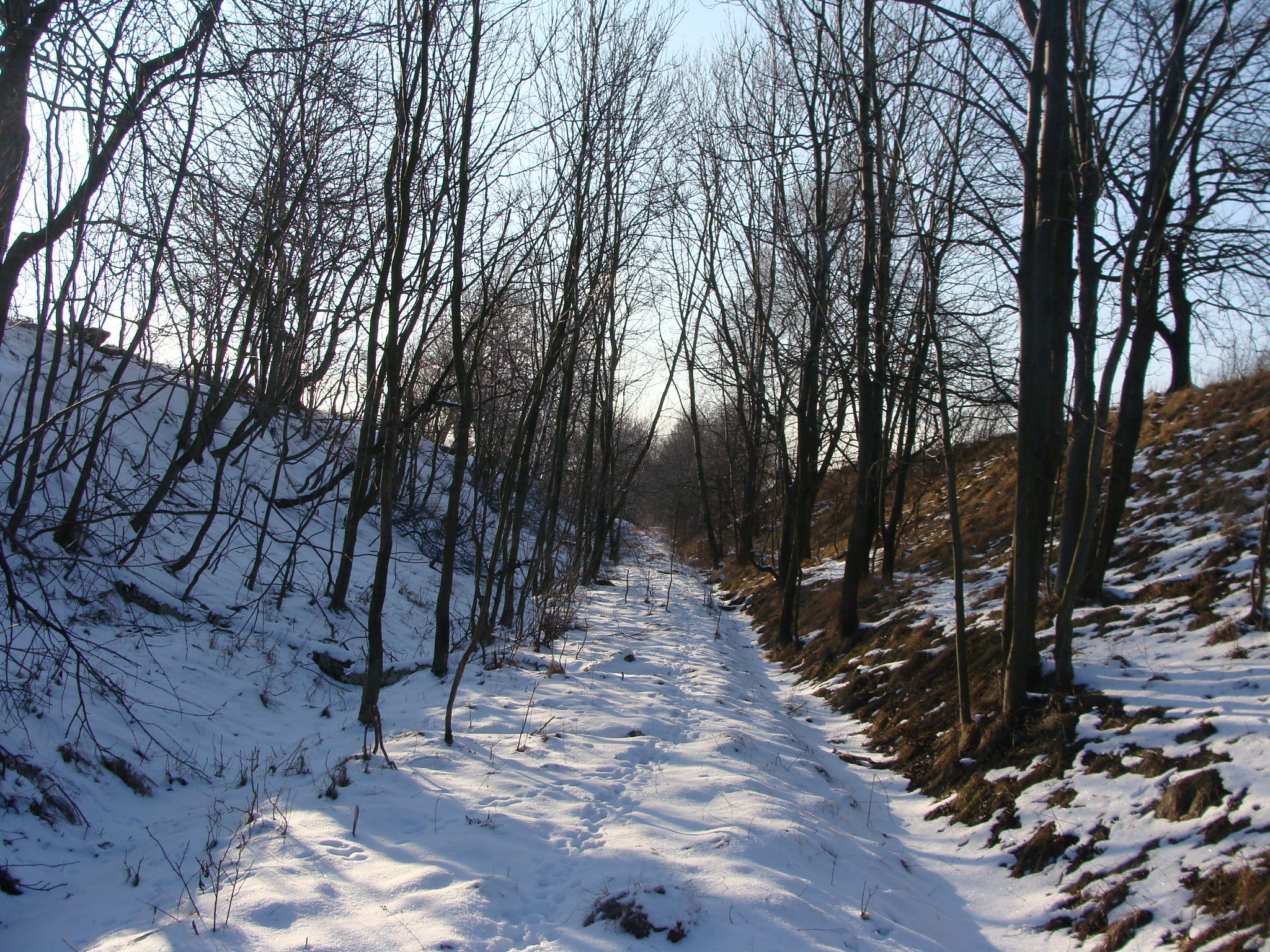
Trať Heřmaničky v zářezu za Frýdlantem

V roce 1921 hrozilo ukončení provozu na trati, protože společnost neměla na jeho zaplacení. Opětovně se zvyšovalo jízdné a od června se odkládaly platby za provozní hmoty, aby bylo alespoň na platy zaměstnanců. Stát však o převzetí společnosti neměl zájem. Společnost přestala platit i předepsané penzijní odvody a nehradila ani poplatky za využívání kolejí ČSD (při přejezdu mezi Frýdlantem a Raspenavou). V letech 1918 až 1924 vznikl společnosti dluh dosahující 1,5 milionu korun. S ohledem na tyto hospodářské výsledky a nejasné finanční machinace ve společnosti byly tratě nuceně převzaty do státního provozu (dle zákona číslo 690/1920 Sb.) a provozovány na účet koncesionáře (tedy Frýdlantských okresních drah). K převzetí provozu došlo k 1. lednu 1925 a Československé státní dráhy jako nový dopravce začaly na tratích uplatňovat své předpisy (byla například zavedena čeština jako úřední jazyk; do té doby – 7 let po vzniku Československa – se stále používala němčina).

### Období okolo druhé světové války
Během roku 1931 došlo na německý popud k zavření státních hranic s Československem a vstup do Německa byl možný pouze po uhrazení vysokých poplatků. Ty sice byly postupně snižovány, ovšem omezení vedlo ke snížení osobní dopravy. Kamenolom Johanna Menzela (nyní vlastněný firmou Schupich), který po trati dopravoval dva vozy štěrku týdně, omezoval provoz a v roce 1932 ukončil činnost úplně. Na jaře roku 1934 ukončily provoz další dva průmyslové podniky – textilky Neumann a C. A. Preibisch. Z průmyslových podniků v okolí tratě tak zůstala pouze výroba krajek ve společnosti Tietze v Heřmanicích. Ač byla hospodářská krize, frekvence osobní dopravy stoupla na 3 až 4 páry smíšených vlaků denně, k nimž se vždy v neděli přidružovaly ještě 1 až 2 další. Ve Frýdlantě navíc byla zajištěna návaznost na vlaky jedoucí z a do Liberce, v Heřmanicích zas na vlaky jedoucí do Žitavy. Po mobilizaci Československa se po trati přepravovali utečenci ze Sudet mířící do Žitavy. Koncem září 1938 došlo k přepadení stanice v Heřmanicích příslušníky Sudetoněmeckého Freikorpsu, kdy byly zničeny byty zaměstnanců i služební prostory.
Dne 30. září 1938 souhlasilo Československo s tzv. Mnichovskou dohodou a s odstoupením pohraničí. V období od 23. září do 4. října se v souvislosti s pohybem vojsk u hranic na trati zastavil provoz. Mezi tím (od 1. října 1938) přešla trať pod německou správu, avšak fakticky byla předána státnímu železničnímu dopravci Deutsche Reichsbahn (DR) až k 19. říjnu. V roce 1940 byla trať spolu s ostatními tratěmi ve vlastnictví Frýdlantských okresních drah znárodněna. Protože však po druhé světové válce československá legislativa neuznala legislativu nacistického Německa, nebylo toto zestátnění platné.

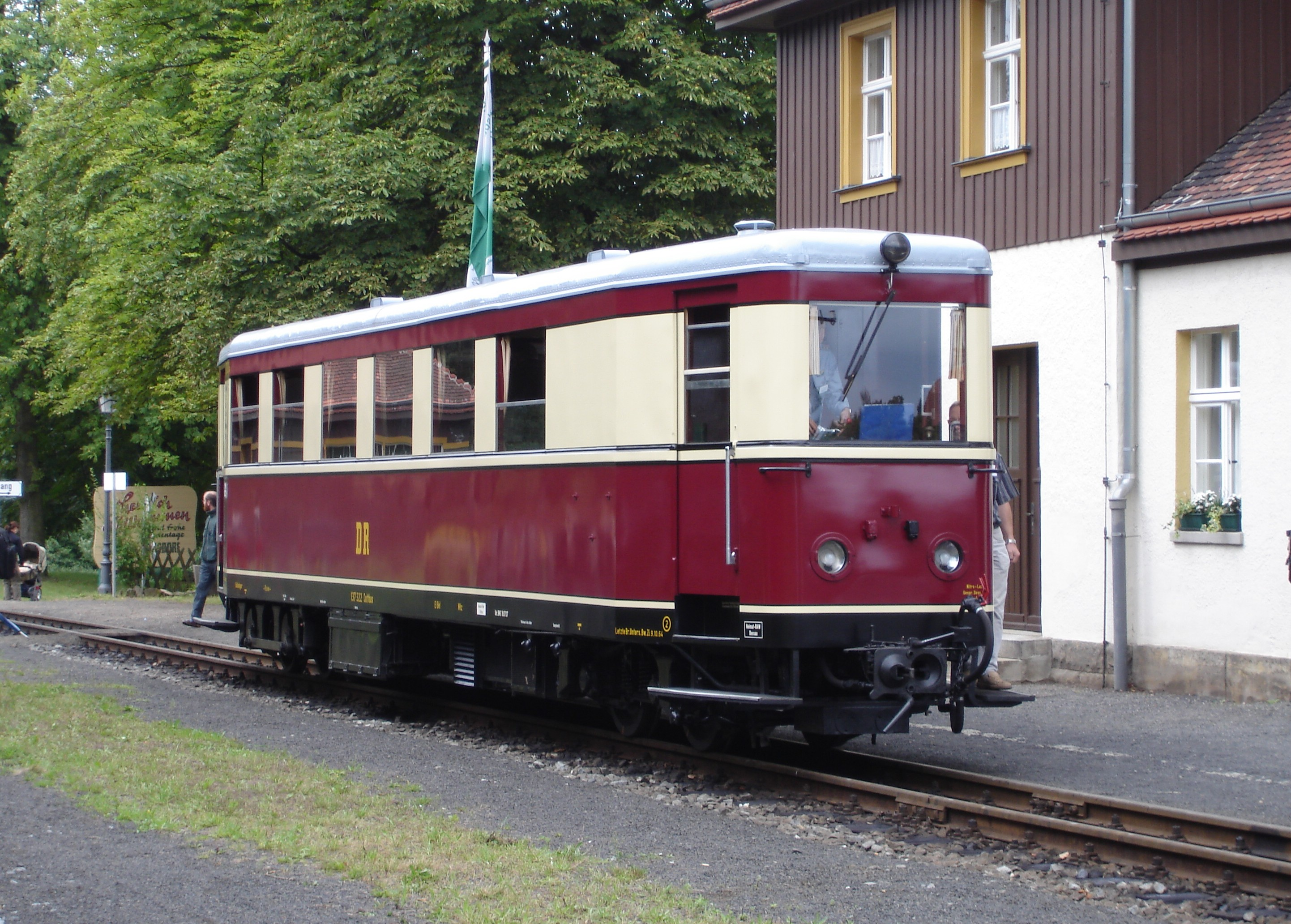
Motorový vůz německých drah 137 322. Tato řada zajišťovala na heřmanické trati dopravu v letech 1938–1939.

Na trať byly po jejím převzetí německými drahami nasazeny moderní motorové vozy, které v té době již jezdily na úzkorozchodných tratích v okolí Žitavy. Jejich provoz ovšem skončil 2. září 1939, kdy vešel v platnost zákaz dodávek pohonných hmot civilnímu sektoru. Železniční zaměstnanci postupně odcházeli do armády a rekonstrukce na trati tak prováděli váleční zajatci z německého tažení do Francie. Ke konci války již byla většina železničářů nasazena k obraně německé Říše a na dráze z toho důvodu od 9. ledna 1945 platil mezi 22. a 5. hodinou služební klid. Od února toho roku začaly před postupující Rudou armádou jezdit po trati zvláštní vlaky přepravující ze Slezska běžence a raněné. Provoz na trati byl navíc přerušován nálety spojeneckých stíhacích pilotů, tzv. hloubkařů. Pravidelná osobní přeprava byla v úseku Žitava–Heřmanice přerušena 2. května, ve zbylém úseku tratě (tedy z Heřmanic do Frýdlantu) došlo k přerušení 7. května 1945. Následující den obsadila oblast Rudá armáda, přičemž frýdlantskou stanici získala až 9. května ráno. Od 12. května byl na úzkorozchodné trati obnoven provoz, zavedeny byly denně tři páry vlaků mezi Frýdlantem a Žitavou. Dne 23. května přijel do Frýdlantu obsazovací vlak s železničáři ČSD a do Heřmanic dorazil 30. května 1945. Následně po skončení války začaly probíhat odsuny Němců. Vlaky s uprchlíky jezdily až do 21. června 1945, kdy zdejší provoz od DR převzaly ČSD. Další den obsadila oblast Žitavska polská armáda, na navazující trati do Žitavy byl zastaven provoz a tím zde skončila mezinárodní doprava, která již nebyla obnovena.
Po konci druhé světové války se do oblasti kolem tratě vracely průmyslové podniky. V Dětřichově začala od června 1945 fungovat tkalcovna firmy Maxe Lenharta a v Heřmanicích se opětovně rozeběhly práce ve Schupichově čedičovém lomu. Práce v něm však byly během listopadu 1945 ukončeny, neb nebyl dostatek vozů vhodných k dopravě vytěženého kamene.

### Zastavení dopravy

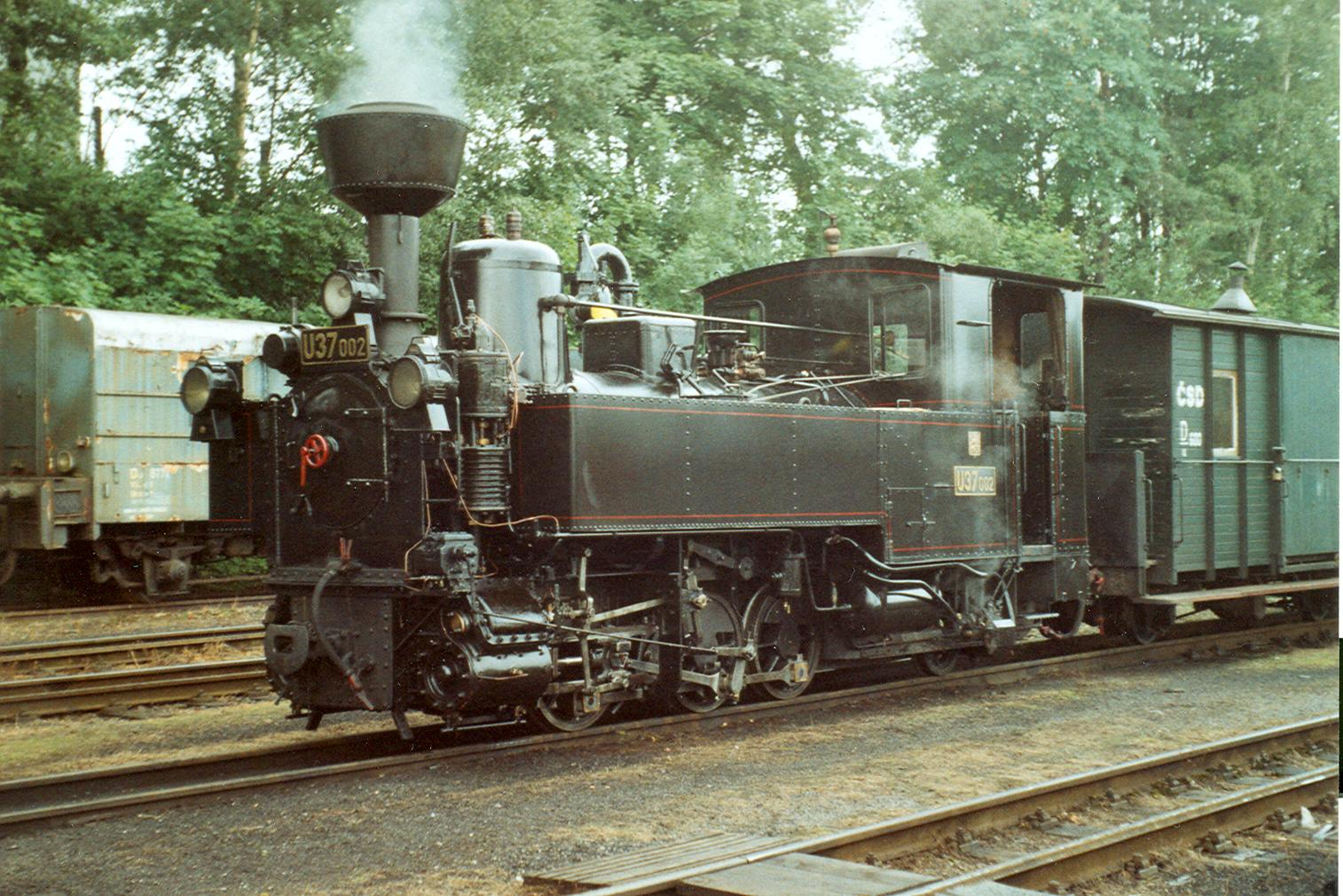
Parní lokomotiva U 37.002 (na snímku v Jindřichově Hradci), která na heřmanické trati jezdila v roce 1955

Na podzim 1947 se v celém státě provedl průzkum rentability provozu na železničních tratích. Trať mezi Frýdlantem a Heřmanicemi byla zařazena mezi 52 výkonnostně nejhorších úseků, u kterých se zvažovalo zrušení, a zároveň byla vybrána jako první pro zkušební zrušení. Osobní doprava byla zastavena k 22. září 1947 a nahradily ji dva páry autobusových spojů z Frýdlantu přes Heřmanice do Liberce. Autobusy sice byly dvakrát rychlejší, ale přesto během jara následujícího roku obce v okolí tratě apelovaly na její zachování a opětovné zavedení osobní dopravy. Autobusy totiž nevyhovovaly dělníkům a školním dětem, protože měly dvojnásobné jízdné a navíc již v Dětřichově byly plně obsazené, takže se další cestující do nich již nevešli. O víkendech nejezdilo vůbec nic.
Během února 1948 byla zpracována studie úplného zrušení tratě. Pro převedení dosavadního železničního provozu na silnice se argumentovalo především ztrátovostí železničního provozu a také špatným stavem lokomotiv. S plánem na zrušení tratě byly seznámeny i oba průmyslové podniky – Schupich a Lenhart. Firmy ovšem navrhly přestavět trať na normální rozchod s tím, že by se na části finančních nákladů samy podílely. V průběhu tohoto roku došlo ke znárodnění vlastníka tratě, společnosti Frýdlantské okresní dráhy. Na podzim 1948 proběhly úpravy v jízdních řádech autobusů (jezdily teď dvakrát denně) a následně mělo dojít ke zrušení tratě a k jejímu předání během jara 1949 kamenolomu jako železniční vlečky. V březnu 1949 ovšem podnik Severočeský průmysl kamene, kterému lom po vyvlastnění od Schupichovy firmy patřil, odmítl vlečku převzít a místo toho požadoval výstavbu nakládací rampy ve Frýdlantě. Ta se v říjnu 1950 skutečně začala stavět, avšak nikdy nebyla dokončena. Ještě v roce 1950 obce v okolí dráhy orodovaly za obnovení osobní dopravy na trati a její přestavbu na normální rozchod, avšak marně. Na trati byl k 1. březnu 1951 zastaven veškerý provoz a dopravu kamene měla převzít ČSAD.
Ovšem vzhledem k tomu, že kvalita silnic neodpovídala potřebám průmyslových podniků v okolí tratě, došlo 28. května 1951 k prohlášení tratě za neveřejnou (tedy železniční vlečku), jíž měl v nájmu liberecký Severočeský průmysl kamene, závod Heřmanice u Frýdlantu. Ten vystupoval jako hlavní vlečkař a ČSD pro tuto společnost zahájily provoz třemi páry nákladních vlaků denně (od června 1954 se tento počet snížil na dva vlaky). Další podniky, které vlečka obsluhovala, tedy dětřichovský Nissan a frýdlantské Gottwaldovy závody, se staly vlečkaři vedlejšími. Tento stav platil až do 14. července 1957.

### Opětovné zavedení provozu a jeho definitivní ukončení

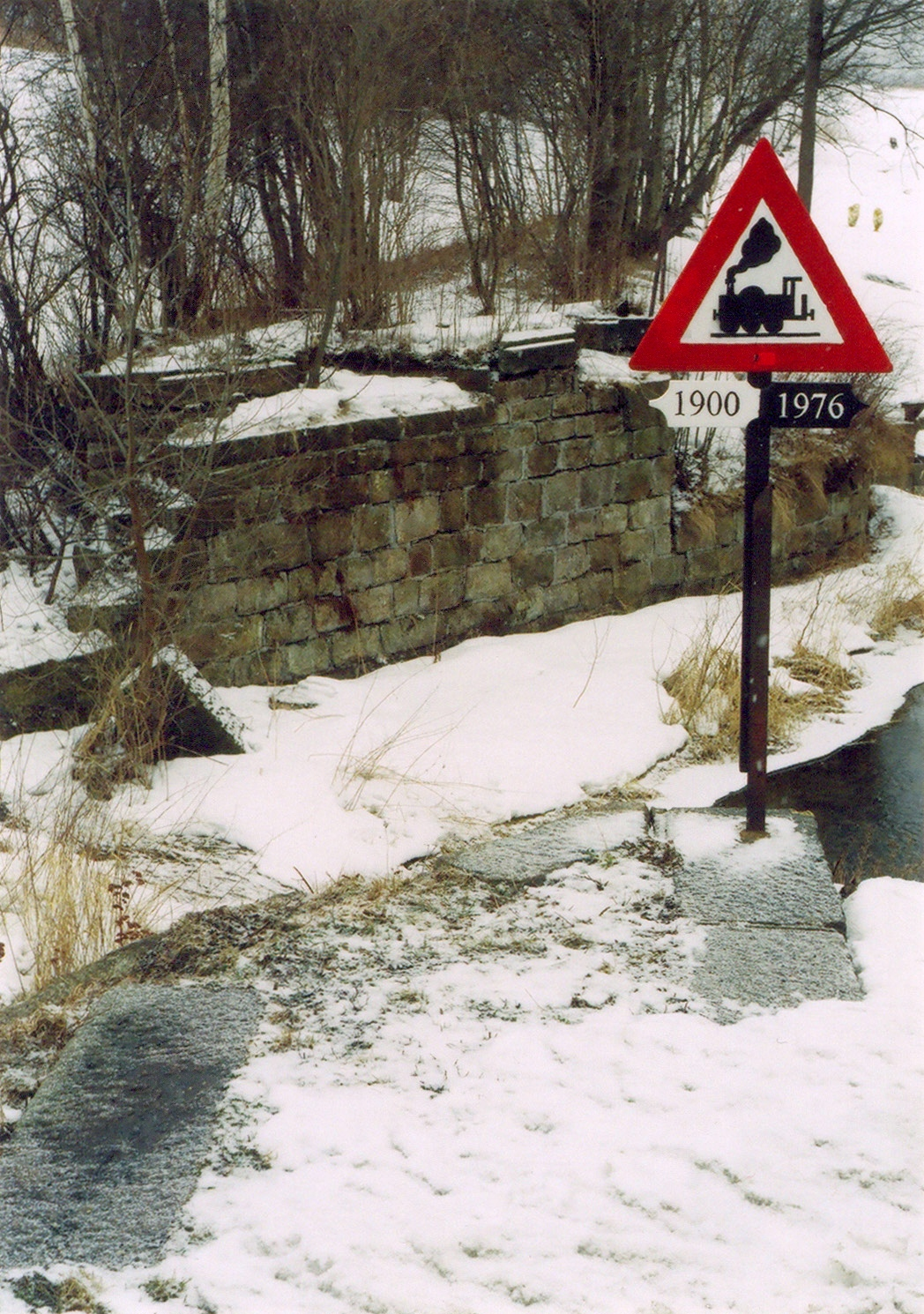
Bývalý most přes Olešku v Heřmanicích

K 1. květnu 1953 ovšem měl být znovu zaveden běžný provoz. Argumentem pro opětovné otevření se stalo usnesení Komunistické strany Československa a vlády republiky o podpoře pohraničí. Navíc silnice v okolí železniční tratě, kudy měly autobusy jezdit, nebyly ve vyhovujícím technickém stavu. K novému zahájení provozu ale (vlivem pomalého postupu úředníků) nedošlo. Následně se v roce 1955 rozhodlo o neobnovení osobní dopravy.
Místní obce však o zprovoznění osobní dopravy usilovaly dále, jejich delegaci přijal i náměstek ministra dopravy a v březnu 1957 jejich snaha slavila úspěch, neboť bylo rozhodnuto o opětovném zavedení osobní dopravy. Aby k tomu však mohlo dojít, bylo nutné některé části tratě zrekonstruovat. Opravila se část vlastní tratě (asi kilometrový úsek před vjezdem do konečné stanice Heřmanice), dále se v Heřmanicích obnovily nepoužívané staniční koleje a frýdlantský závod TOTEX na své náklady zbudoval v blízkosti křížení tratě se silnicí III/03511 osobní zastávku Frýdlant v Čechách zastávka. První vlak po obnovené trati byl na žádost frýdlantského okresního národního výboru vypraven z Frýdlantu dne 14. července 1957 v 9.30 hodin. Na trati každodenně jezdilo 5 párů osobních vlaků a 4 až 5 párů vlečkových vlaků. Počátkem 60. let proběhly ještě opravy mostních staveb. Železnici využívaly jednak zdejší firmy pro dovoz uhlí do svých továren, jednak státní lesy pro odvoz vytěženého dřeva. Intenzita nákladní dopravy se však pomalu snižovala, až v lednu 1963 ustala úplně. Během května a června téhož roku sice ještě proběhlo několik přeprav normálněrozchodných vozů na podvalnících, avšak 13. června 1964 nákladní provoz definitivně ustal, takže na trati jezdily pouze osobní vlaky. V polovině 60. let došlo sice k obnově vozového parku osobních vozů, ale i tak zájem o osobní přepravu klesal. Často jezdila pouze jedna lokomotiva s jedním připojeným vozem, k níž bývala během zimních měsíců navíc připojena ještě druhá (přípřežní) lokomotiva, aby pomohla zvládnout nápor sněhových závějí.
Ve směrnicích ze XIV. sjezdu Komunistické strany Československa, který se uskutečnil v roce 1971, bylo uloženo postupné ukončování neefektivních provozů a činností, zvláště pak rušení málo využívaných železničních tratí. To bylo základem ke zpracování studií rentability u 45 tratí. V ní byla heřmanická trať navržena na zrušení.
Na ukončení provozu na trati mělo vliv vyjádření zdejšího traťmistra ze začátku dubna 1975, který zjistil, že stav železničního spodku i svršku je velmi kritický, pražce jsou shnilé a s ohledem na stav upevňovadel kolejnic, která nedrží pevně, nelze na trati zajistit předepsaný rozchod. Navíc byla k dispozici jen jediná provozuschopná lokomotiva a pro opravy tratě (podbíjení) jsou dělníci nuceni využít štěrku, jejž naleznou na okolních polích. Na trati by tak bylo nutné snížit nejvyšší dovolenou rychlost na 10 km/h nebo ji úplně uzavřít. K tomu nakonec došlo 13. ledna 1976 po projetí vlaku číslo 20705, kdy byl provoz na trati definitivně ukončen. Přepravu na účet ČSD převzala od 30. května 1976 autobusová doprava společnosti ČSAD.

### Likvidace tratě

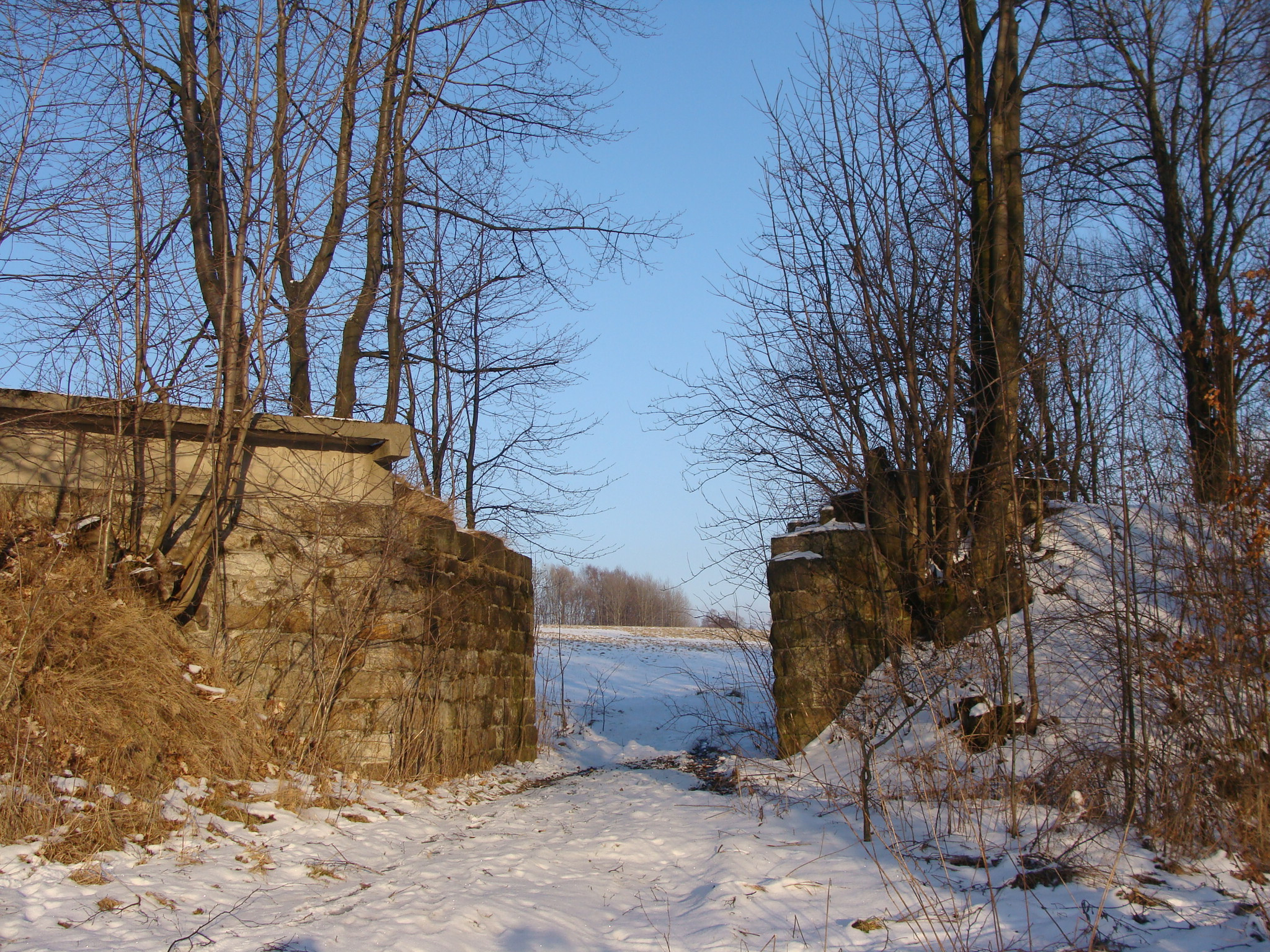
Torzo jednoho z mostů na trati blížící se od severozápadu ke stanici Dětřichov

Aby mohla být trať úplně zrušena, bylo nutné na silniční síti provést takové úpravy, které by umožnily bezpečnou jízdu autobusů (chyběla například vhodná plocha na otáčení autobusů v Heřmanicích). Vzhledem k tomu, že severočeský krajský národní výbor na tyto investice nedostal finanční prostředky, otálel s potřebnými úpravami, a ČSD tak nemohly úzkorozchodnou dráhu úplně zrušit. Začátkem osmdesátých let 20. století však k potřebným rekonstrukcím silnic došlo, a trať tak mohla být od začátku platnosti jízdního řádu 1984/1985 definitivně zrušena. Část železničního vozového parku byla předána na úzkorozchodné tratě v okolí Jindřichova Hradce a část byla zlikvidována. K odstranění kolejnic a jejich odevzdání do šrotu došlo v roce 1996 z rozhodnutí liberecké Správy dopravní cesty Českých drah.

### Pokusy oobnovení
Ještě před odstraněním kolejnic (během roku 1995) navrhla pražská firma Rail Explor trať obnovit a zavést na ní provoz tramvajového typu až do polské Bogatyně a německé Žitavy. Se zkušebním provozem se mělo začít od června 1997, leč z celého projektu nakonec sešlo.
Roku 2004 bylo založeno občanské sdružení Spolek Frýdlantské okresní dráhy, jež usiluje o obnovu dráhy. Naproti tomu vedení obce Heřmanice plánuje na tělese tratě, které stále existuje, zřídit cyklostezku. Liberecký kraj podporuje oba projekty s tím, že každý by se uskutečnil jen na části tratě.

## Provoz na trati
| Jízdní řád                                                                           | Číslo tratě a provozovaný úsek                          | Počet vlaků |
| ------------------------------------------------------------------------------------ | ------------------------------------------------------- | ----------- |
| 1921 léto                                                                            | 169 Frýdlant v Čechách – Hermsdorf                      | 4 Sm        |
| 1928/29 zima                                                                         | 168a Frýdlant v Čechách – Heřmanice u Frýdlantu         | 3 N         |
| 1937/38 zima                                                                         | 133 Frýdlant v Čechách – Heřmanice u Frýdlantu (Zittau) | 4 Os        |
| 1942/43                                                                              | 160h Friedland – Hermsdorf                              | 6 Os        |
| 1945/46                                                                              | 7s Frýdlant v Čechách – Heřmanice u Frýdlantu           | 4 Os        |
| 1959/60                                                                              | 3e Frýdlant v Čechách – Heřmanice u Frýdlantu           | 6 Os        |
| Vysvětlivky: Sm – smíšený vlak, N – nákladní vlak s přepravou osob, Os – osobní vlak |                                                         |             |

### Železniční nehody
Kvůli téměř každoročním sněhovým kalamitám (především mezi Heřmanicemi a Dětřichovem, kudy prochází hranice rozvodí mezi Smědou a Lužickou Nisou) byl v zimě vlivem množství sněhu na několik dní přerušován provoz. Dne 28. listopadu 1909 zde kvůli sněhu vykolejil služební vůz. V lednu 1911 vlak čítající dva nákladní vozy a jeden osobní v těchto místech zapadl a do Heřmanic dojel až v noci. Dne 24. ledna 1907 smetla větrná smršť z náspu dokonce celý vlak.

## Vozový park

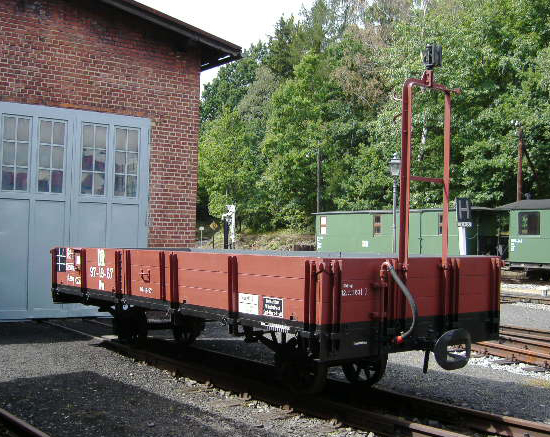
Nákladní vůz heřmanické dráhy ve stanici Bertsdorf u Žitavy

Pro úzkorozchodnou železniční trať byly pořízeny tři parní lokomotivy vyrobené v linecké společnosti Lokomotivfabrik Krauss & Cie (později u ČSD byly označeny řadou U 37.0, jednalo se o stroje U 37.007–009), dále čtyři osobní a 18 nákladních vozů. Pro přepravu normálněrozchodných vozů se používaly podvalníky. Používaná vozidla sice byla typově shodná s těmi, které se používaly na ostatních úzkorozchodných tratích o rozchodu 760 mm v Předlitavsku, leč s ohledem na přímou návaznost heřmanické tratě na úzkorozchodné železnice v okolí Žitavy muselo být na vozidlech provedeno několik úprav, a sice zúžen rozchod (na 750 mm), upraveno spřahovací zařízení a zabudována lanová samočinná brzda Heberlein. Lokomotiva, jež byla v denním provozu, se přes noc odstavovala ve výtopně v saské části stanice v Heřmanicích. Zbylé dvě úzkorozchodné lokomotivy vlastněné Frýdlantskými okresními drahami byly deponovány ve výtopnách (jedna ve vlastní výtopně v Heřmanicích, druhá ve Frýdlantě). Roku 1907 si Frýdlantské okresní dráhy, které trať provozovaly, pořídily další čtyři zánovní podvalníky, jež dosud jezdily na tratích v okolí Žitavy. Na počátku 30. let 20. století přibylo do vozového parku pět vysokostěnných čtyřnápravových nákladních vozů.

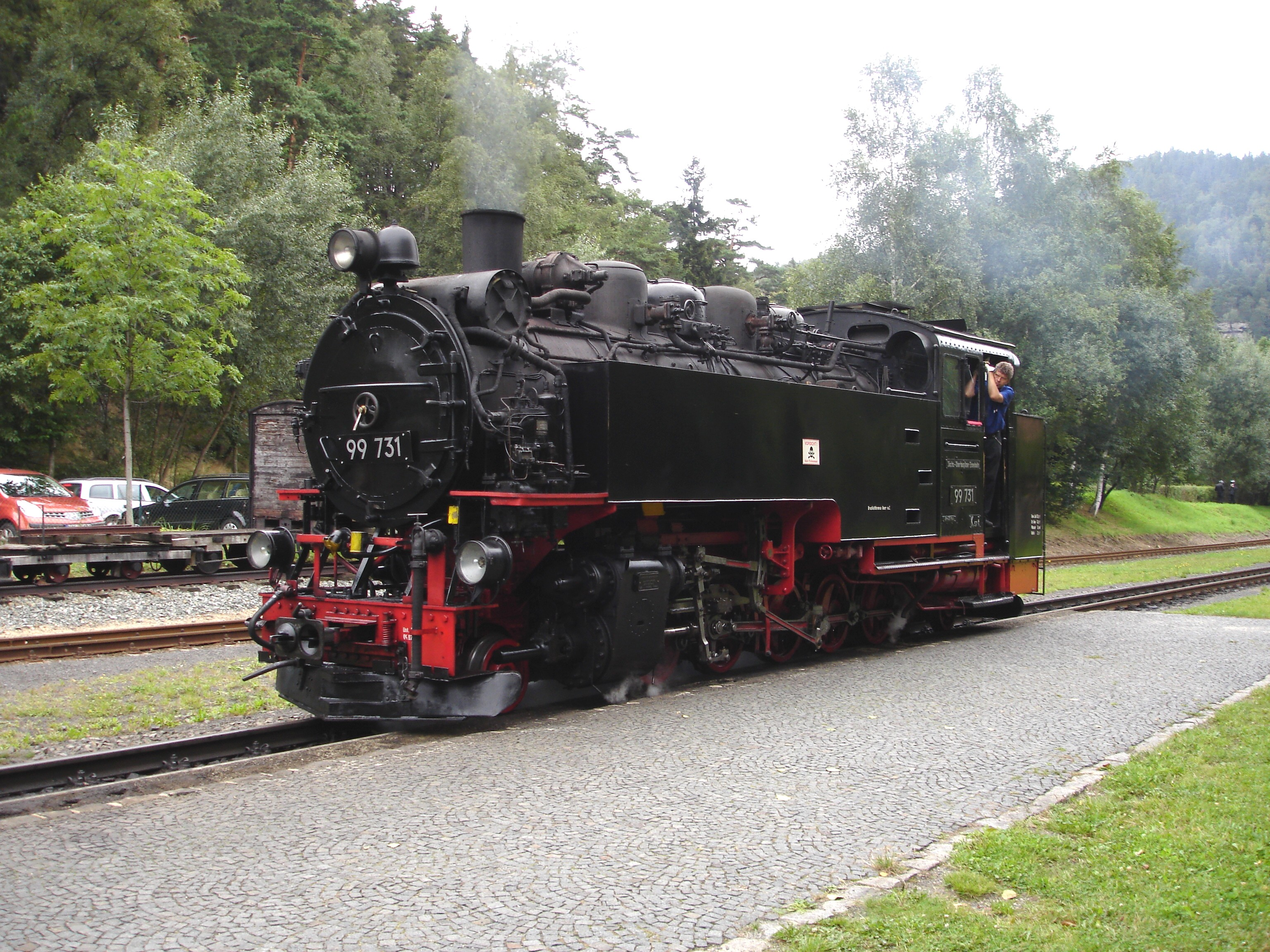
Lokomotiva řady 99.73 na Žitavské úzkorozchodné dráze

Po převzetí dráhy do správy německých železnic před druhou světovou válkou začaly do Frýdlantu jezdit vlaky tažené německými lokomotivami 99.59 (vyrobené v lokomotivce Sächsische Maschinenfabrik zu Chemnitz) a objevovaly se i nové motorové vozy řady 137. Díky zesílení kolejového svršku v roce 1942 mohly po trati jezdit vozy o normálním rozchodu na podvalových vozech. Po zesílení všech mostů bylo od prosince 1944 možné do Frýdlantu jezdit s vlaky taženými pětikoláky řad 99.70 a 99.73–74 (opět vyrobenými v Sächsische Maschinenfabrik zu Chemnitz). Roku 1943 byla původní lokomotiva U 37.007 předána do Německa.
Dne 22. června 1945, poté, co oblast Bogatyně obsadila polská armáda, došlo k uzavření hranic v Heřmanicích. V té době na území Československa zůstal jediný vlak skládající se z lokomotivy 99.702 (vyrobené roku 1926 společností Maschinenbaugesellschaft v Karlsruhe), dvou osobních a dvou vysokostěnných nákladních vozů; později se však vrátily také dva domácí stroje řady U 37.0 (U 37.008 a 009). V květnu 1948 získalo Československo v rámci německých restitucí motorovou lokomotivu T 36.001, u níž plánovalo její využití na heřmanické trati. Protože však utáhla jen asi polovinu toho, co do té doby používané parní lokomotivy řady U 37.0, byla motorová lokomotiva předisponována na úzkorozchodnou trať Třemešná ve Slezsku – Osoblaha. Lokomotiva U 37.008 na zdejší trati jezdila až do února 1952, kdy byla přemístěna na úzkorozchodnou železnici v cementárce u Králova Dvora, odkud se zase v září téhož roku vrátila zpět na Frýdlantsko a jezdila tu až do konce června 1954. Od července toho roku se přemístila na úzkorozchodnou trať u Ružomberka, kde sloužila do konce ledna 1956. Od dubna do října roku 1955 působila na frýdlantské trati také lokomotiva U 37.002. Během února 1956 se do Frýdlantu z Ružomberka navrátila lokomotiva U 37.008 a jezdila zde až do června 1961, kdy byla opět předisponována do Králova Dvora.

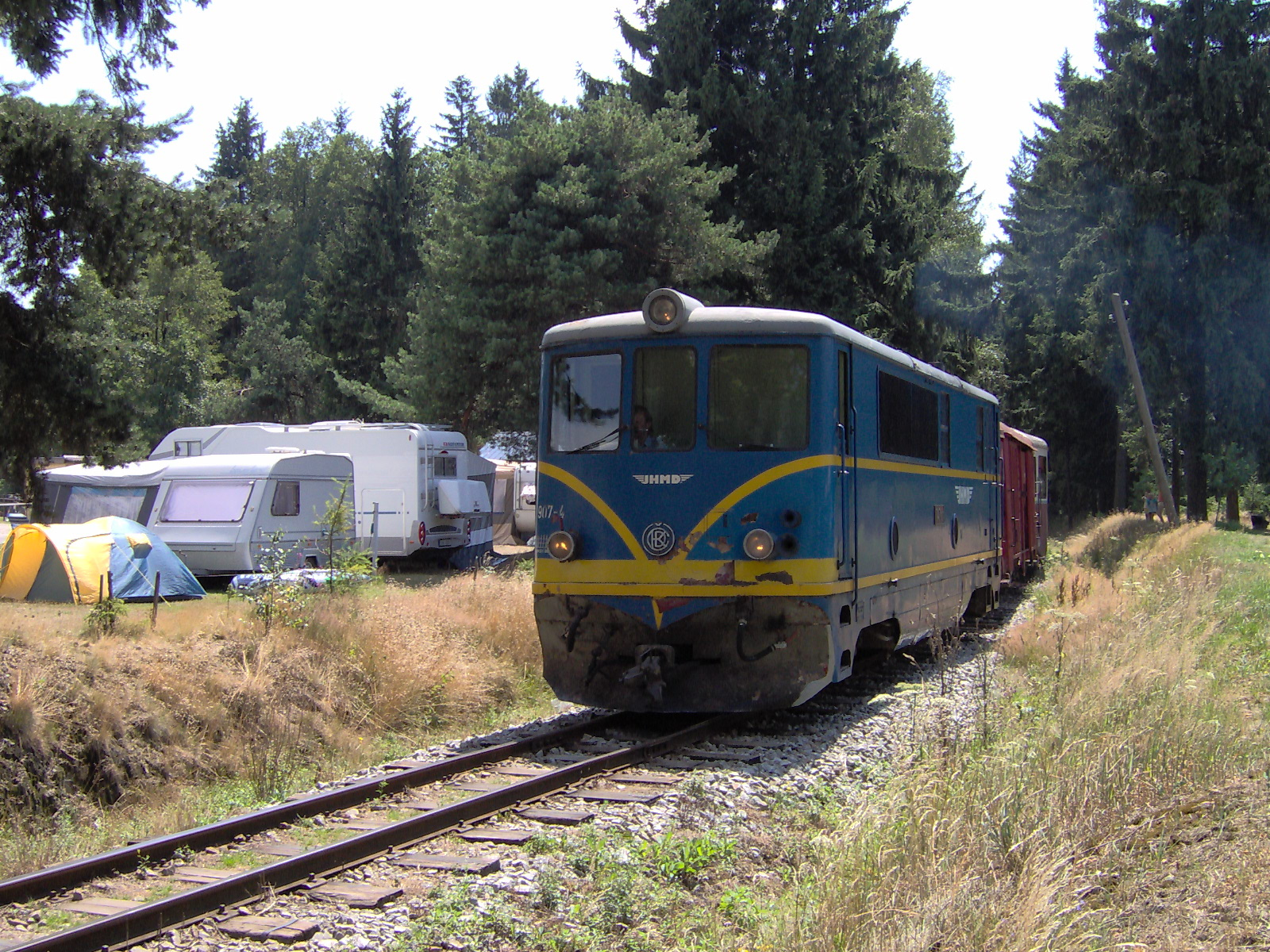
Lokomotiva T 47.007 (na snímku u rybníka Osika poblíž Nové Bystřice) jezdila na heřmanické úzkokolejce v letech 1958–1962

Při obnově osobního provozu na trati v roce 1957 prošly zdejší vozy generální opravou. Vedle vozů byly opraveny i dvě lokomotivy řady U 37.0 (U 37.008 a 009) a coby třetí lokomotiva se na trať z Osoblahy vrátila lokomotiva 99.702 (v té době již přeznačená na U 58.001). Z úzkorozchodné železnice v Trenčianské Teplé navíc přišly tři osobní a jeden krytý nákladní vůz. Od srpna 1958 byly osobní vlaky taženy výhradně motorovými lokomotivami řady T 47.0, které byly dodány téhož roku (čtyři stroje T 47.007–010); u nákladních vlaků začaly být dieselelektrické lokomotivy využívány až od letních prázdnin roku 1960, kdy došlo u podvalových vozů k výměně Heberleinovy brzdy za brzdu tlakovou, jíž byly tyto motorové lokomotivy vybaveny. Okolo téhož roku byly všechny úzkorozchodné nákladní vozy přemístěny na úzkorozchodnou trať u Ružomberka, neboť na heřmanické trati nebyly od konce druhé světové války používány.
V letech 1960 a 1962 dojezdily na heřmanické trati stroje T 47.009, resp. 07, první z nich byl přesunut do Jindřichova Hradce, druhý do Ružomberka. Roku 1962 na Heřmaničce sice také dojezdila parní lokomotiva U 37.009, ale současně se sem během června toho roku z Králova Dvora přemístila lokomotiva U 37.008, která zde vydržela až do června 1964. Jako záloha byl krátce v roce 1965 používán původem ružomberský stroj T 47.019, který byl následně předisponován do Jindřichova Hradce. Od poloviny 60. let tedy na dráze dlouhodobě zajišťovaly provoz pouze lokomotivy T 47.008 a 10. Druhá z nich dojezdila roku 1974 a po několikaletém odstavení byla zrušena. Podzim roku 1975 znamenal pro Heřmaničku příchod ružomberského stroje T 47.020, jenž společně s lokomotivou T 47.008 ukončil na začátku roku 1976 na trati provoz. Obě lokomotivy byly po několikaleté odstávce opraveny a následně předány do Jindřichova Hradce.
Park osobních vozů byl obměněn v červnu 1966, kdy proběhla celostátní výměna osobních úzkorozchodných vozů. Pět nových vozů řady Balm/ú zde bylo jezdilo až do konečného ukončení provozu; zrušeny byly zřejmě v 80. letech 20. století.

### Přeznačování lokomotiv
Po převzetí provozu na dráze ČSD počátkem roku 1925 došlo i k přečíslování používaných lokomotiv a vozů. Další přečíslování proběhlo po převzetí tratě železnicemi nacistického Německa.
| Výrobní číslo | Původní označení FOD | Původní název | Označení ČSD | Označení DR |
| ------------- | -------------------- | ------------- | ------------ | ----------- |
| 4183          | 11                   | Ehrlich       | U 37.007     | 99.791      |
| 4184          | 12                   | Friedland     | U 37.008     | 99.792      |
| 4185          | 13                   | Hermsdorf     | U 37.009     | 99.793      |

### Dochované lokomotivy

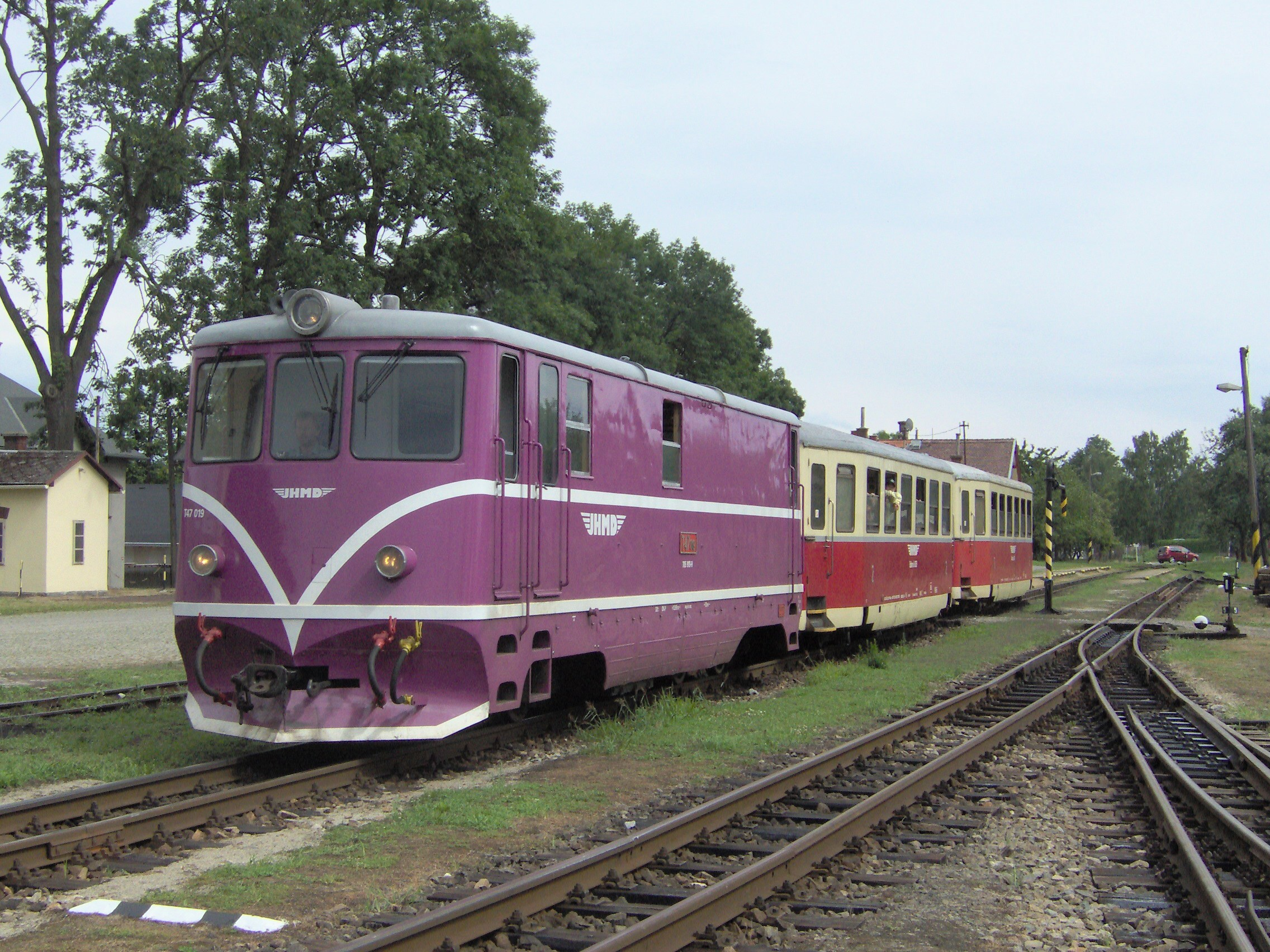
Lokomotiva T 47.019, která působila na heřmanické trati krátce v roce 1965, vyjíždí v čele pravidelného vlaku ze stanice Kamenice nad Lipou

Z parních lokomotiv, které jezdily na heřmanické trati, se do dnešních dnů dochovala lokomotiva U 37.002, která vozí turistické vlaky na tratích v okolí Jindřichova Hradce. Pro její rekonstrukci a zprovoznění (dokončeno roku 2004) byly využity některé části (mimo jiné i kotel) původního heřmanického stroje U 37.008, jehož části existovaly ještě v roce 2006.
V pravidelném provozu je na jindřichohradeckých tratích motorová lokomotiva T 47.019 (stav k prosinci 2012).

## Průběh tratě
Úzkorozchodná trať začínala ve Frýdlantě na severní straně staniční budovy (čp. 638) normálněrozchodné tratě z Liberce do Černous. Patrová výpravní budova (čp. 838) je umístěna kolmo ke kolejišti, což je unikátní poloha v porovnání s místními tratěmi v celém Rakousko-Uhersku. Stanice, někdy pojmenovaná také „Frýdlant v Čechách, místní dráha“, měla sedm kolejí (podle jiných zdrojů jen čtyři kusé koleje). Disponovala také zvláštní rampou, na níž najížděly vozy o normálním rozchodu na podvalníky a později podvalové vozy. Tato rampa byla umístěna západně od staniční budovy normálněrozchodné tratě (za dnešní budovou čp. 3217). Ze stanice úzkorozchodné dráhy vedly koleje západním směrem k mostku přes Větrovský potok. Před mostkem se k trati ještě připojila kolej vedoucí od zmíněné rampy. Tento mostek trať překonala již v souběhu s tratí o normálním rozchodu a za ním pokračovaly obě tratě společně až k silnici I/13, přes kterou přešly na chráněném železničním přejezdu. Koleje mezi mostkem a železničním přejezdem jsou dochovány dodnes.
Za ním (v místech, kde je dnes panelová přístupová cesta k muzeu úzkorozchodné železnice), začala trať stoupat, přičemž ze severní strany míjela výtopnu vybudovanou roku 1902 pro lokomotivy obou rozchodů, které provozovaly Frýdlantské okresní dráhy. V prostoru výtopny byla pro oba rozchody zbudovaná točna, jež sloužila až do roku 1969. Za výtopnou se trať stáčela vlevo a po mostě překračovala normálněrozchodné tratě do Černous a do Jindřichovic pod Smrkem. Následně procházela lesíkem (jižně od frýdlantské čistírny odpadních vod) a u průmyslového areálu společnosti TOTEX (dnes Rasl a syn) překračovala Žitavskou ulici (silnici III/03511). Za silnicí se nacházela zastávka pojmenovaná Frýdlant v Čechách zastávka. K jejímu zřízení došlo až v roce 1957 při obnově osobní dopravy na úzkorozchodné železnici. Pro ochranu čekajících při nepříznivém počasí zde byl zbudován plechový přístřešek, který se dochoval až dodnes (2013).

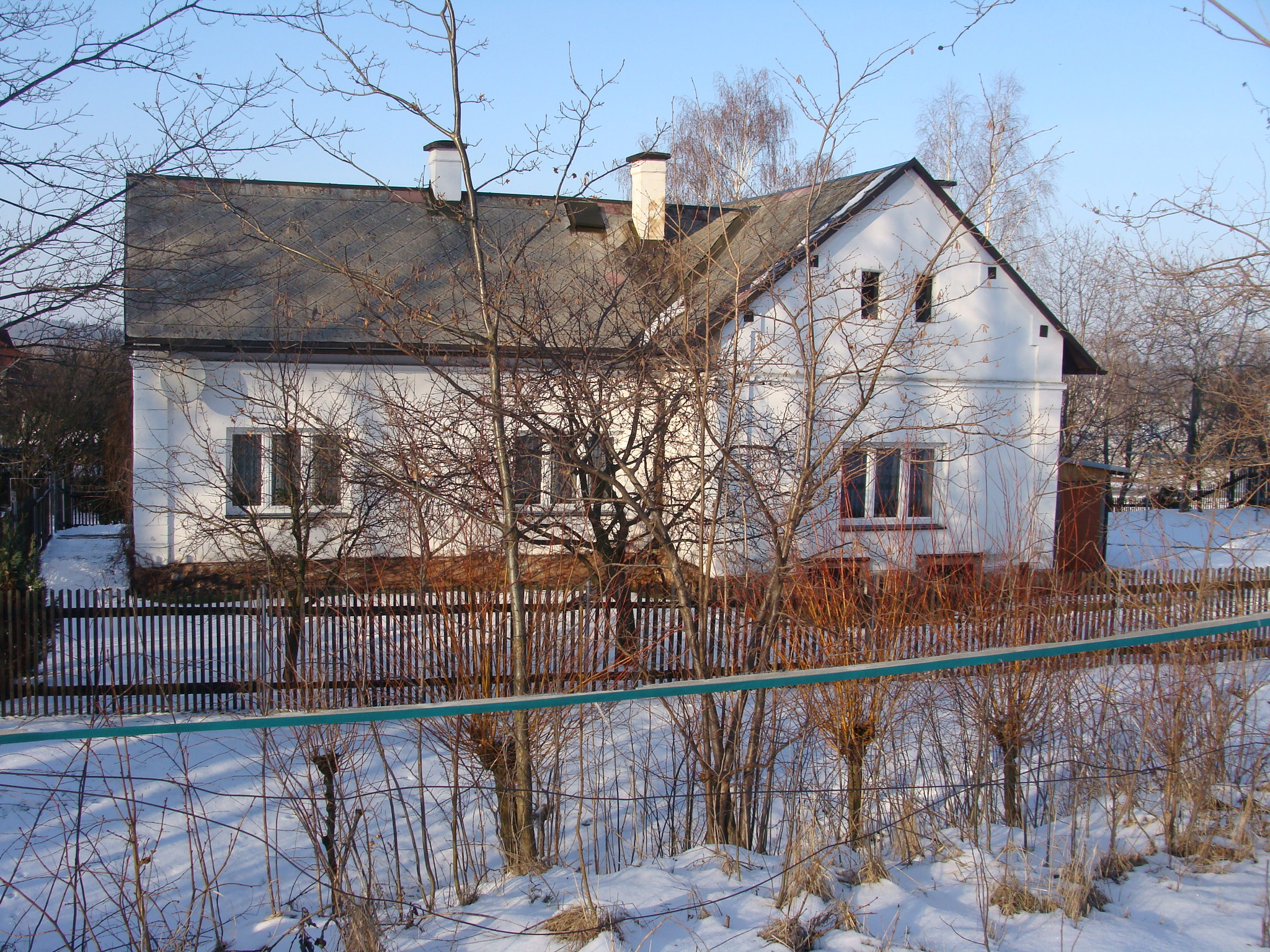
Výpravní budova v Kunraticích

Od zastávky pokračovala trať mezi loukami a poli v přímém směru na západ až do stanice Kunratice u Frýdlantu (německy Kunnersdorf). Zdejší kolejiště mělo jednu hlavní kolej a jednu vedlejší. Tato vedlejší kolej byla navíc jako kusá prodloužena až ke skladišti. Vedle něj stával ještě suchý záchod a také přízemní výpravní budova, která tu jako dům čp. 142 stojí dosud. Bylo zřízeno také napojení vlečky do zdejší parní cihelny a továrny na hliněné zboží. V případě nutnosti mohlo ve stanici dojít ke křižování vlaků.

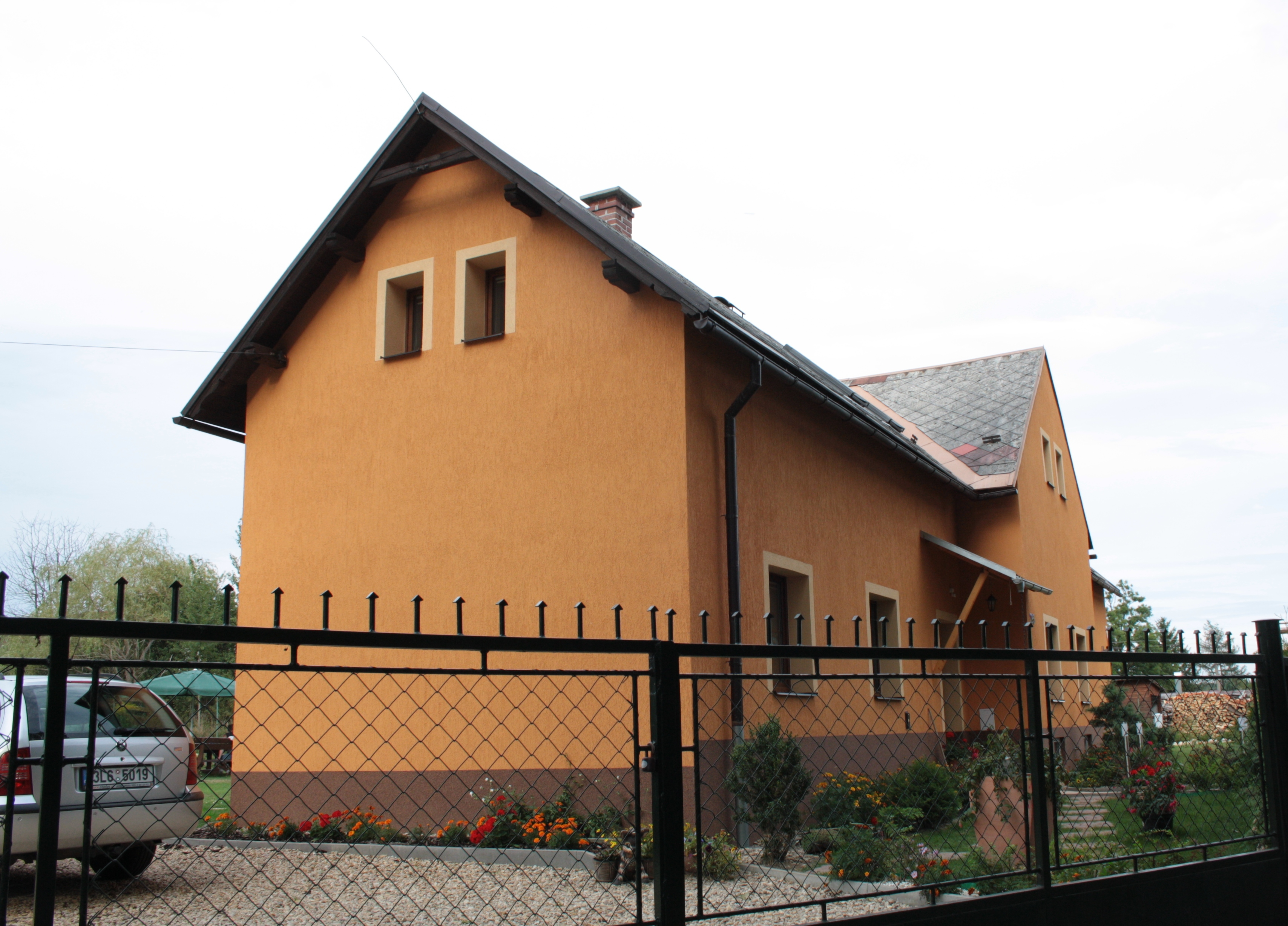
Opravená staniční budova v Dětřichově

Následně se trať stáčela obloukem k jihu, až jihovýchodu, v těsném sousedství míjela silnici III/03514 a pokračovala k dětřichovské stanici. Ve vzdálenosti asi 600 metrů před ní navíc vedla souběžně s kolejí od Heřmanic (krátká část dvou souběžně vedoucích kolejí je dochována a udržována dodnes). Stanice Dětřichov u Frýdlantu (německy Dittersbach) byla řešená jako úvraťová. Stála zde přízemní výpravní budova – jako čp. 235 existuje dodnes – a dřevěné skladiště. Vedla odtud průmyslová vlečka (o rozchodu 600 mm a délce 83 m) k továrně firmy C. A. Preibisch. Provoz na ní zajišťovala lokomotiva a zboží se z vozů úzkorozchodné železnice do vozíků vlečky překládalo pomocí jeřábu.
Trať do Heřmanic pokračovala z Dětřichova severovýchodním směrem v souběhu s frýdlantskou větví, od níž se odpojila a stočila se nejprve k jihozápadu a následně k západu. Takto vstoupila do Heřmanic, na jejichž začátku byla zastávka pojmenovaná Heřmanice zastávka. Nacházela se východně od přemostění potoka Oleška. Čekající na vlak zde od druhé světové války před nepřízní počasí chránila zděná čekárna. Vzhledem k tomu, že se v blízkosti zastávky těžil čedič, vybudovaly se tu zásobníky pro plnění železničních vozů (a později nákladních automobilů) vytěženým kamenivem. Zmíněný most přes Olešku zmizel během likvidace železničního svršku v letech 1996 a 1997, ač měl podle původních plánů po vytrhání kolejnic zůstat na svém místě.
Po překonání potoka Olešky pokračovala trať mezi loukami a poli jižně od obce Heřmanice obloukem až ke státní hranici do sedmikolejné koncové železniční stanice Heřmanice (německy Hermsdorf), jež se nacházela těsně před státní hranicí s dnešním Polskem. Byla tak jedinou úzkorozchodnou příhraniční stanicí v celém Předlitavsku, v letech 1900–1945 se zde na Heřmaničku napojovala trať do Žitavy. Dodnes tady stojí zděná patrová staniční budova a výtopna, ve které se mohly odstavit až čtyři parní lokomotivy nebo tři motorové lokomotivy řady T 47.0, které jsou ve srovnání s parními lokomotivami delší. Vlastníkem pozemku a chátrajících budov je státní organizace Správa železnic.

## Muzeum
Na konci června roku 2008 bylo v bývalé frýdlantské výtopně úzkorozchodné železnice otevřeno muzeum mapující výstavbu a provoz heřmanické úzkokolejky. Jsou zde vystaveny fotografie a artefakty z historie provozu, dále modelová zahradní železnice, ukázka přepravy normálněrozchodného vozu na úzkorozchodných podvalnících a počítačová simulace provozu heřmanické úzkorozchodné železnice. Na nově položených 85 metrech úzkorozchodných kolejí je vystavena motorová lokomotiva T 36.002 a také renovované vozy.